# Felizzano
Felizzano (Fëlissan: IPA: [f(ə)liˈsɑŋ] in piemontese) è un comune italiano di 2 061 abitanti della provincia di Alessandria, in Piemonte.

## Geografia fisica

### Territorio
Il centro abitato è situato a 114 m s.l.m., su un terrazzamento naturale nella valle del Tanaro, circondato dalle colline del Monferrato. Il fondovalle, che nei pressi di Castello d'Annone non supera il chilometro d'ampiezza, oltre Felizzano si apre progressivamente, dando inizio alla Pianura Padana.
Il territorio felizzanese si contraddistingue per l'incrocio di varie vie di comunicazione che sono stati molto importanti nella storia: la più antica corrisponde al fiume Tanaro, navigato fin dal Neolitico; ad esso si aggiunse, durante l'epoca romana, la via Fulvia, che collegava Dertona ed Hasta e che, molto probabilmente, attraversava il Tanaro proprio nei pressi di Felizzano.
 Infine, nel XV secolo, in seguito alla divisione del marchesato del Monferrato in due territori non contigui, fu istituita la "Strada franca del Monferrato", che attraverso Felizzano garantiva alle merci del marchesato un percorso privo di dazi.

### Clima
Felizzano è caratterizzato da un clima tipicamente padano con estati calde ed afose e inverni freddi e nebbiosi. La quantità di pioggia si misura in circa 600 mm annuali. Nel mese di gennaio, il più freddo, la temperatura media è di circa 0 °C, mentre nel mese di luglio, il più caldo, è circa 30 °C.

## Storia

### Età antica
Il nome Felizzano è un chiaro esempio di toponimo prediale, che durante l'epoca romana era usato per indicare un possedimento terriero. L'uso del cognomen Felix al posto di un gentilizio, tuttavia, suggerisce un'origine tardoantica.

### Età Medievale
La prima menzione storica è dell'anno 880, quando la cortem de filiciano venne donata agli abati del monastero milanese di Sant'Ambrogio da Carlo il Grosso, in occasione della sua incoronazione a Re d'Italia. Passata sotto il dominio aleramico, nella seconda metà del XI secolo (entro il 1085) la corte di Felizzano venne scambiata dal marchese Bonifacio del Vasto con il castello di Dego, terra di Ardizzone, figlio di Ottone II del Monferrato. Prima del 1125, l'imperatore Enrico V di Franconia affermò la sola supremazia su "possessi, beni e dignità dei figli di Ardizzone" al marchese Ranieri I. La concessione divenne motivo di discordia nel 1135, quando Guglielmo V la fece valere contro il primogenito Ardizzino, che, per tutta risposta, donò la sua parte di Felizzano al comune di Asti. Guglielmo V ottenne il controllo del borgo nel 1155, dopo la distruzione di Asti da parte di Federico Barbarossa; il marchese decise di fortificare il borgo con una possente cinta muraria e di dotarlo di una domus hospitalis affidata ai cavalieri ospitalieri, successivamente consacrata a San Pietro secondo la bolla 17 aprile 1160 di papa Alessandro III. La supremazia su Felizzano da parte del marchese venne più volte ribadita da diplomi imperiali fino al 1172, quando il marchese si arrese alla Lega Lombarda, che lo teneva assediato nel suo castello di Mombello; tra le condizioni che gli vennero imposte ci fu la restituzione del castello felizzanese agli astigiani. I destini del borgo e del marchese Guglielmo si incrociarono per l'ultima volta nel 1186, quando gli uomini di Felizzano gli prestarono giuramento nella sua ultima apparizione pubblica prima del viaggio per l'Oltremare, dal quale non avrebbe mai più fatto ritorno.
Nel 1213 il marchese Guglielmo VI, per finanziare la guerra contro Alessandria, cedette metà del castello di Felizzano al comune di Asti. La prima notizia certa relativa a un’organizzazione comunale è del 1266 circa, allorché il commune de Filiçano, rappresentato dal sindaco Giacomo Carraria, appare impegnato in una causa con la chiesa felizzanese di San Salvario, gli ospitalieri e il monastero di San Bartolomeo di Azzano. Nel 1292, in seguito alla morte del marchese Guglielmo VII per mano di Alessandria, il castello fu interamente occupato dagli astigiani fino al 1303, anno in cui Giovanni I del Monferrato sottomise Asti. A questa parentesi astigiana si fanno risalire le origini della torre militare, che dalla piazza centrale dominava l'intero circuito delle mura. In seguito all'instabilità politica creata dall'estinzione degli Aleramici di Monferrato, nel 1370 Felizzano passò, insieme a Casale, sotto il dominio dei Visconti; nel 1395, con la nascita del ducato di Milano, venne incluso nel contado di Alessandria. In questo periodo ebbe origine la strada franca del Monferrato, che, passando attraverso Felizzano, consentiva un collegamento privo di dazi tra le due zone distinte in cui il marchesato si ritrovò diviso.
Nel 1412 il territorio alessandrino fu occupato dalla compagnia di ventura del condottiero Facino Cane; in seguito alla morte di questi, il suo sottoposto Giorgio Valperga si proclamò signore di Felizzano. Probabilmente fu proprio il Valperga, spesso al seguito dell'imperatore Sigismondo di Lussemburgo, colui che portò a Felizzano dieci piastrelle di raffinata fattura siriana, oggi conservate nel coro della chiesa di San Pietro. Nel 1447 Filippo Maria Visconti morì senza aver avuto figli e i cittadini di Milano proclamarono la Repubblica Ambrosiana. Carlo d'Orléans, conte di Asti, rivendicò il ducato e diede ordine a Rinaldo di Dresnay di attaccare le terre milanesi; le truppe franco-astigiane saccheggiarono e diedero alle fiamme il castello di Felizzano, prima di essere sconfitte a Bosco Marengo. Con la pace di Lodi del 1454, il borgo fu ceduto in feudo a Guglielmo, fratello del marchese Giovanni IV del Monferrato.

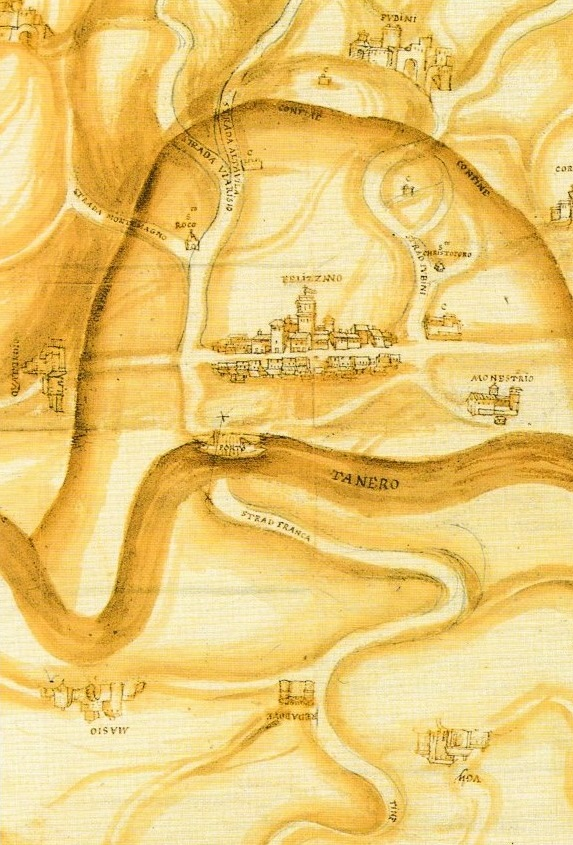
La strada franca di Felizzano in una carta del XVII secolo.

### Età Moderna
Le investiture feudali ai marchesi del Monferrato vennero rinnovate fino al 1533, anno in cui si estinse la dinastia dei Paleologi di Monferrato. Felizzano tornò quindi al ducato di Milano, che entro la fine del secolo sarebbe diventato una provincia dapprima imperiale e in seguito della Corona spagnola.
Il 2 settembre 1617, durante la prima guerra di successione del Monferrato, il forte, occupato da una guarnigione di 1500 mercenari trentini al soldo della Spagna, fu assaltato, saccheggiato e dato alle fiamme dal corpo di armati francesi comandato da François Lesdiguières, alleato dei Savoia. L'annessione al ducato sabaudo, tuttavia, avvenne per concessione imperiale nel 1707, durante la guerra di successione spagnola.
Per gran parte dell’età moderna, Felizzano fu terra immediata, ossia un luogo non infeudato, direttamente dipendente dalla giurisdizione del principe. Nel 1744 Felizzano fu tuttavia concesso in feudo con titolo marchionale a Francesco Sibaldi, esponente di una famiglia decurionale alessandrina. Nel 1752 questi alienò il proprio feudo al patrizio alessandrino Leonardo Colli, da cui discesero il generale Luigi Colli di Felizzano e il ministro Vittorio Colli di Felizzano.

### Età Contemporanea
A partire dal 1802 il Piemonte passò sotto il dominio francese. Durante questo periodo venne istituito il Cantone di Felizzano, sotto il quale furono incorporati i comuni di Castello di Annone, Cerro Tanaro, Masio, Quargnento, Quattordio e Solero. Con la sconfitta di Napoleone e il conseguente ritorno dei Savoia, Felizzano diventò capoluogo di mandamento.
In quanto dominio sabaudo, fu incorporato dapprima nel Regno di Sardegna, nel 1847, e in seguito nel Regno d'Italia, nel 1861. Nel 1849, per abbattere i costi della ferrovia Torino-Genova, il governo sardo decise di deviare il corso del Tanaro anziché edificare due ponti, causando così l'allontanamento del fiume dal centro abitato. Della bonifica del cosiddetto Tanaro Morto si occupò l'ingegnere Emanuele de Ferrari.
Il deputato Paolo Ercole, che ricoprì la carica di sindaco e assessore del comune per gran parte della sua vita, contribuì allo sviluppo di Felizzano tramite lo stanziamento di fondi statali per la costruzione di alcune grandi opere, tra cui la pavimentazione della Strada Maestra e della Piazza del Mercato (le quali furono successivamente intitolate a Ercole), la costruzione del ponte sul Tanaro e dell'edificio scolastico.

### Simboli
Lo stemma del comune è uno scudo troncato e riporta: una croce patente d'oro su sfondo rosso, simbolo medievale degli ospitalieri; una tazza al naturale su sfondo d'argento, simbolo del pedaggio che, fino all'età moderna, veniva imposto ai passanti.
Il gonfalone è un drappo di azzurro.

## Monumenti e luoghi d'interesse

### Architetture militari
Fortificazioni medievaliCinta muraria in cotto posta in difesa del borgo per volere di Guglielmo V del Monferrato a partire dal 1174; sembra che il tratto settentrionale della cinta fu rimosso nel XVII secolo, mentre il tratto meridionale rimane tutt'oggi, benché indebolito nel corso dei secoli da ripetuti cedimenti. In origine la cortina era arricchita da dodici torrioni con base semicircolare, ma soltanto due sono sopravvissuti fino all'età contemporanea.
Torre medievaleSituata nell'angolo nord-occidentale di piazza Paolo Ercole, fu probabilmente eretta verso la fine del XIII secolo. La torre, denominata Torre dei Cova dal nome della famiglia che la fece edificare, ha base quadra, altezza di 26 metri e veniva utilizzata come centro di comando per l'intero sistema difensivo del castello. Degni di nota sono l'elevato soffitto a cassettoni, le feritoie a strombo, le strette finestre ogivali e la merlatura ghibellina. Nei due piani superiori si aprono delle finestre a tutto sesto, ingentilite da ghiere in cotto e tufo alternati, secondo lo stile astigiano-monferrino.

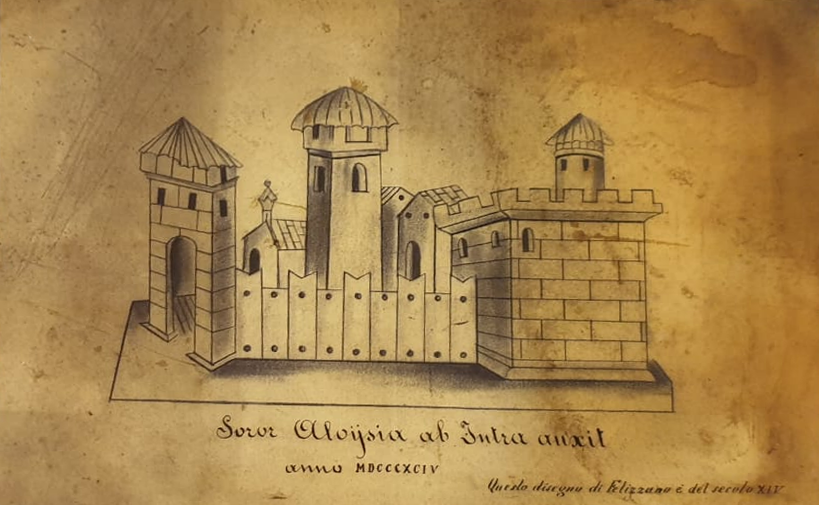
Disegno delle mura di Felizzano, XIV secolo
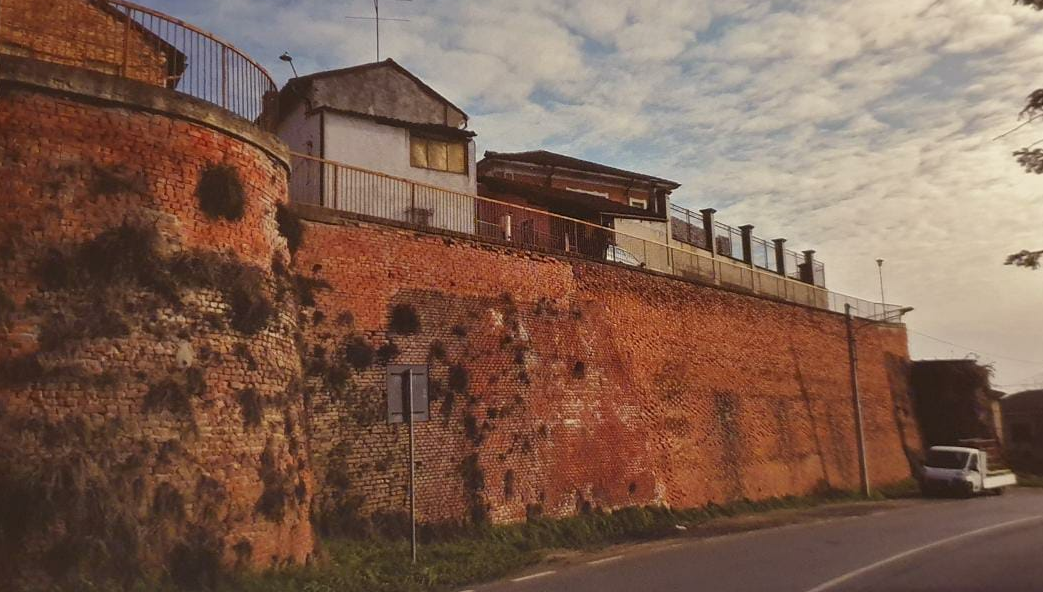
Lato Ovest della cinta muraria
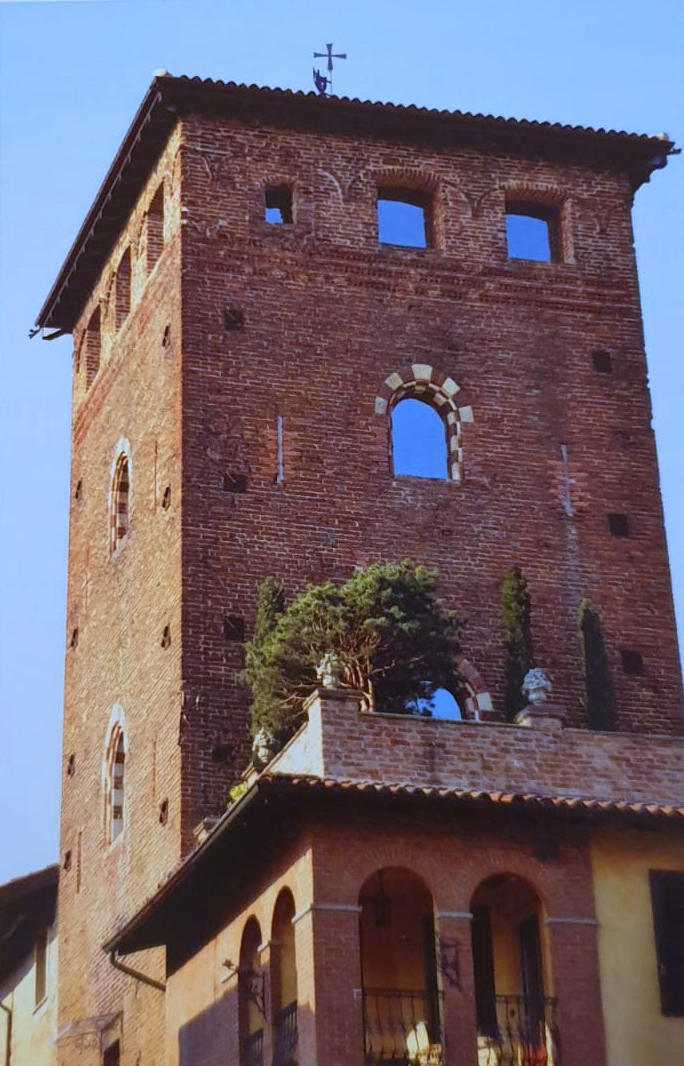
Torre di Felizzano
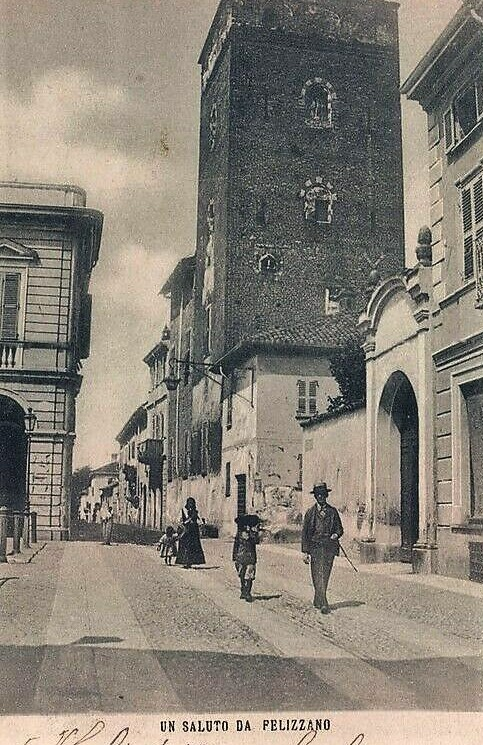
Torre di Felizzano nel 1867

### Architetture religiose
Chiesa di San PietroGià attiva nel 1195, ha conservato il titolo e le funzioni di parrocchia fino al 1948. L'ultimo rifacimento, del 1932, la dotò di una facciata in stile neogotico con parametro murario in mattoni a vista, arricchita da un protiro sormontato da rosone e fiancheggiato da finestre con decorazioni in terracotta smaltata. Di notevole interesse è la pavimentazione in cotto interna, riscoperta in un ottimo stato durante un restauro del 2015. Nel coro della chiesa sono conservate dieci mattonelle in terracotta di fattura orientale, ricondotte ad un laboratorio siriano attivo tra il XIV e il primo XV secolo.
Chiesa di San Michele e San PietroGià attestata nel 1285 come priorato benedettino subordinato all'abbazia di Grazzano; dell'antica struttura romanica restano i muri laterali e la robusta torre campanaria, alta circa 27 metri e terminante in una ben conservata cella quadra in cotto con bifore ogivali. Tra il 1629 e il 1633 la chiesa fu ampliata e ristrutturata per volontà del felizzanese Marco Antonio Platone, archivista e segretario del consiglio segreto del ducato di Milano; la facciata e gli interni vennero realizzati secondo il gusto barocco ed in ossequio alle norme costruttive promosse dal concilio di Trento. L'impianto, infatti, presenta una navata unica, con cinque cappelle per lato, terminante in un'area presbiteriale absidale. La canonica conserva due preziosi dipinti, su tavola, di Gandolfino d'Asti.
Chiesa di San RoccoSituata al di fuori del centro abitato, presso la biforcazione delle antiche strade che da Felizzano conducevano a Montemagno e Viarigi. La piccola chiesa, risalente alla fine del XIV secolo, rimase nota fino al XVI secolo come chiesa di san Salvario, salvo poi essere consacrata a san Rocco dopo l'epidemia di peste del 1478. Solo l'abside in muratura testimonia l'origine medievale, in quanto la struttura venne trasformata nell'attuale edificio con facciata a capanna in seguito alla nuova denominazione. Lo spazio interno è scandito in tre navate, di cui la centrale, più larga, è coperta con volta a botte sorretta da archi a tutto sesto. Tra il 1813 e il 1822 venne realizzato, a ridosso della chiesa, il cimitero comunale, in esecuzione dell'editto di Saint Cloud.
Chiesa di Santa Maria della fonteCosì denominata fin dalle origini perché sotto al suo pavimento scaturiscono acque limpide e fresche. La parte più antica dell'edificio è costituita dall'abside in muratura piena, con cornicione in cotto dipinto di bianco e rosso, collocabile verso la fine del XIV secolo. Il resto dell'edificio, tardogotico, venne edificato nel XVI secolo, a due campate con volte a crociera ed archi acuti costolonati in cotto. Risalgono all'ultimo trentennio del XIX secolo, invece, l'atrio porticato e il piccolo campanile.

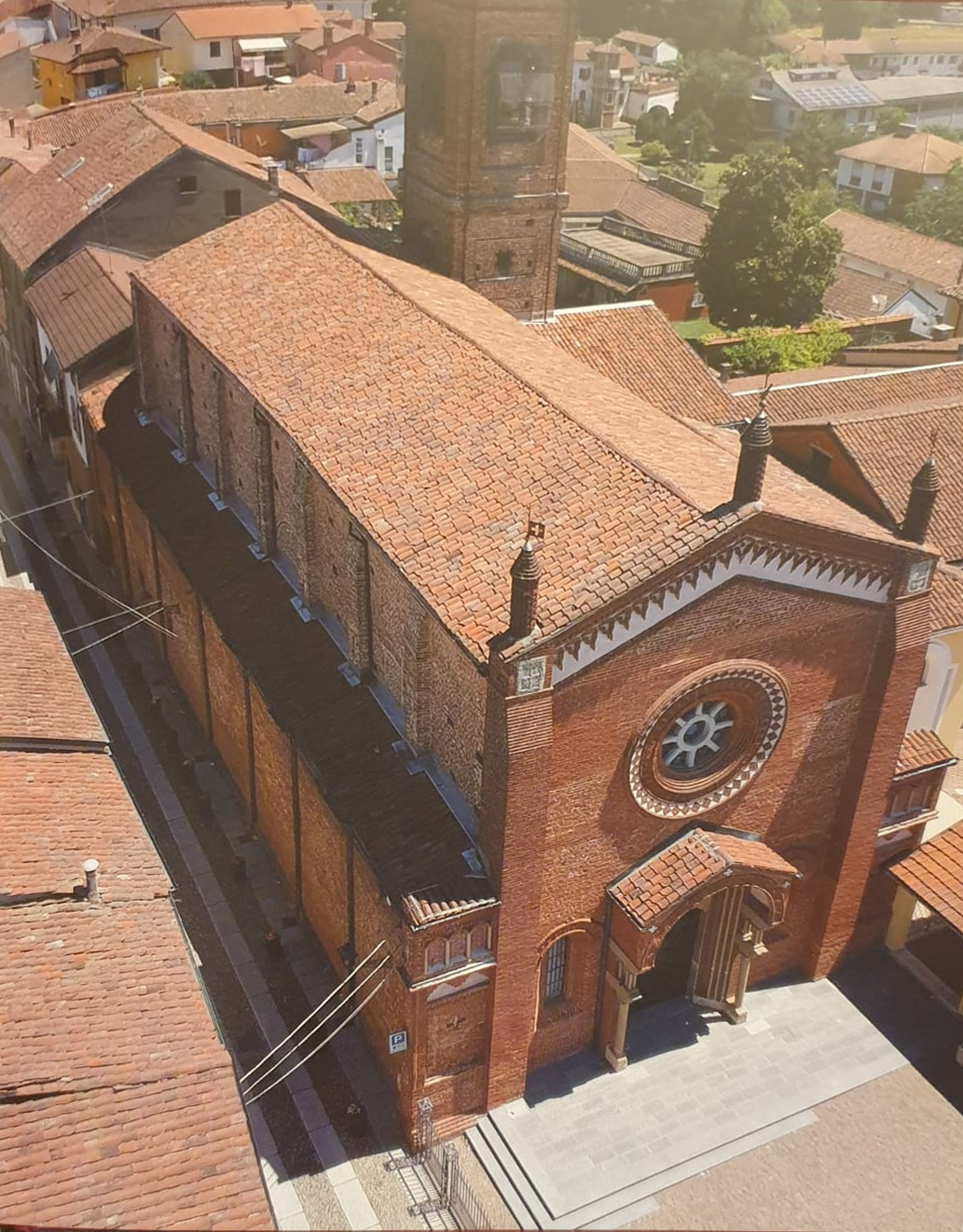
Vista aerea di San Pietro
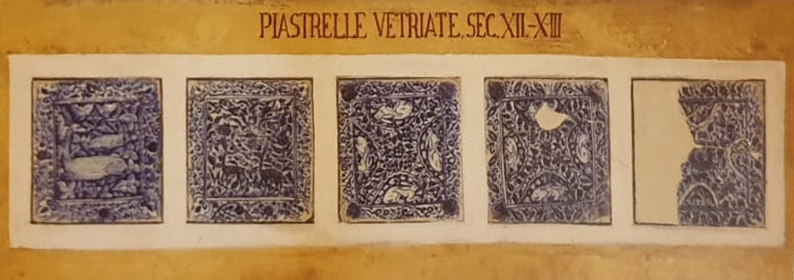
Mattonelle siriane di San Pietro
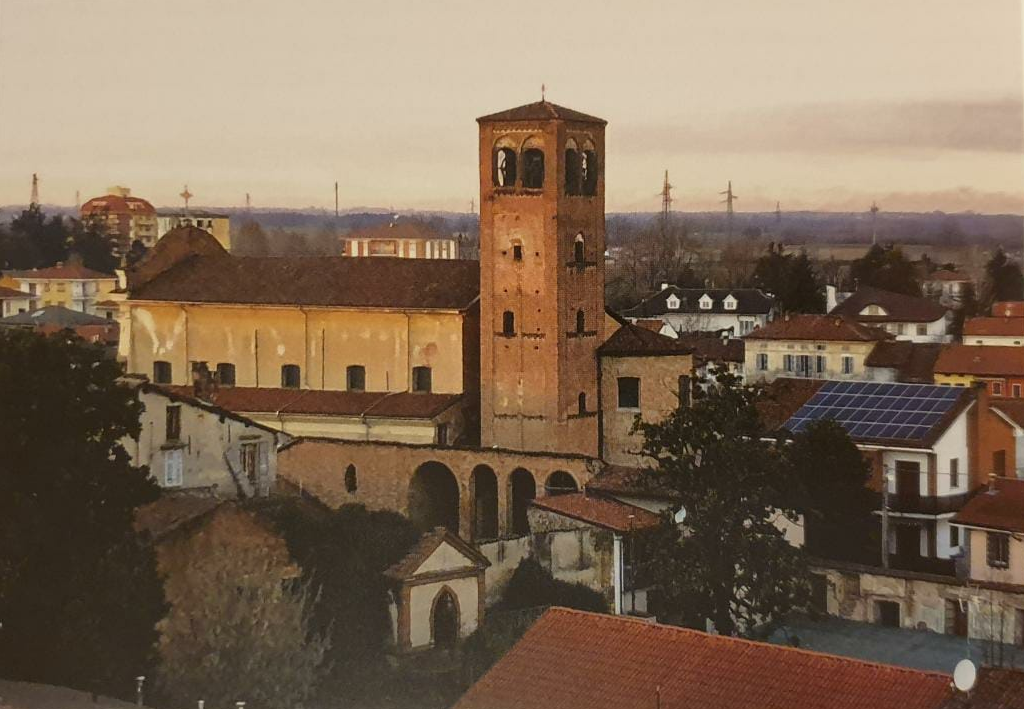
Particolare della torre campanaria di San Michele
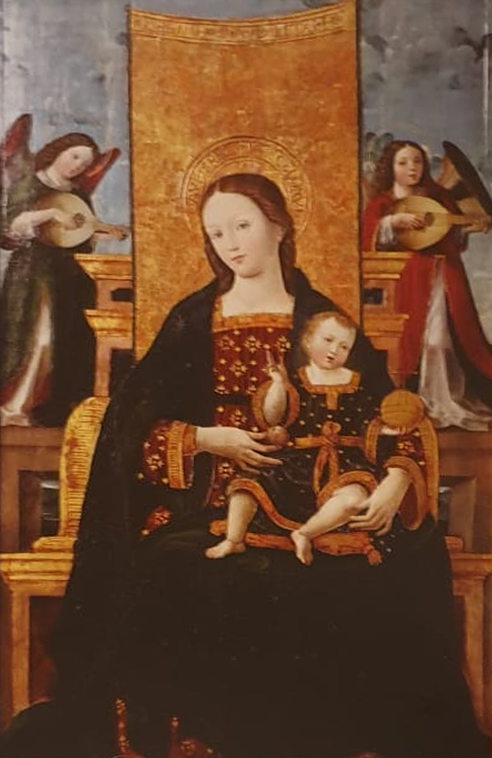
Gandolfino da Roreto, Madonna col Bambino e angeli musicanti
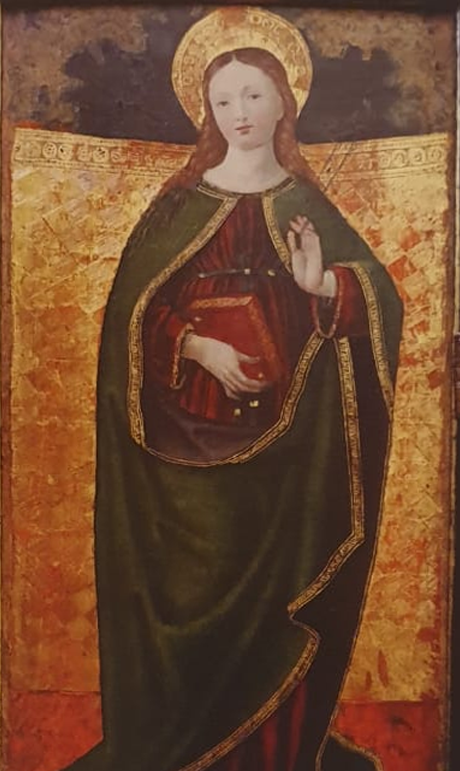
Gandolfino da Roreto, Santa Apollonia
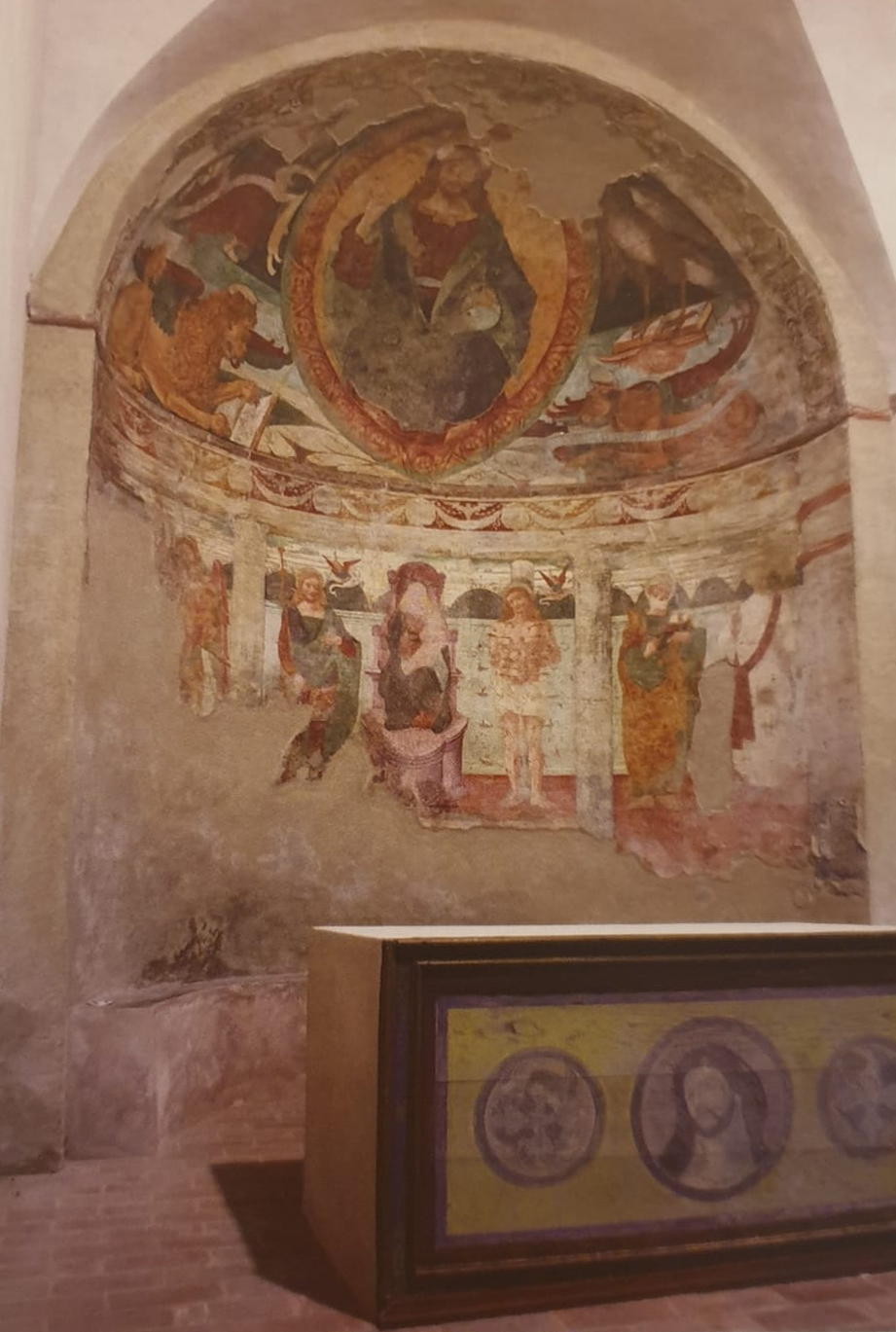
Impianto iconografico dell'apparato decorativo absidale di San Rocco
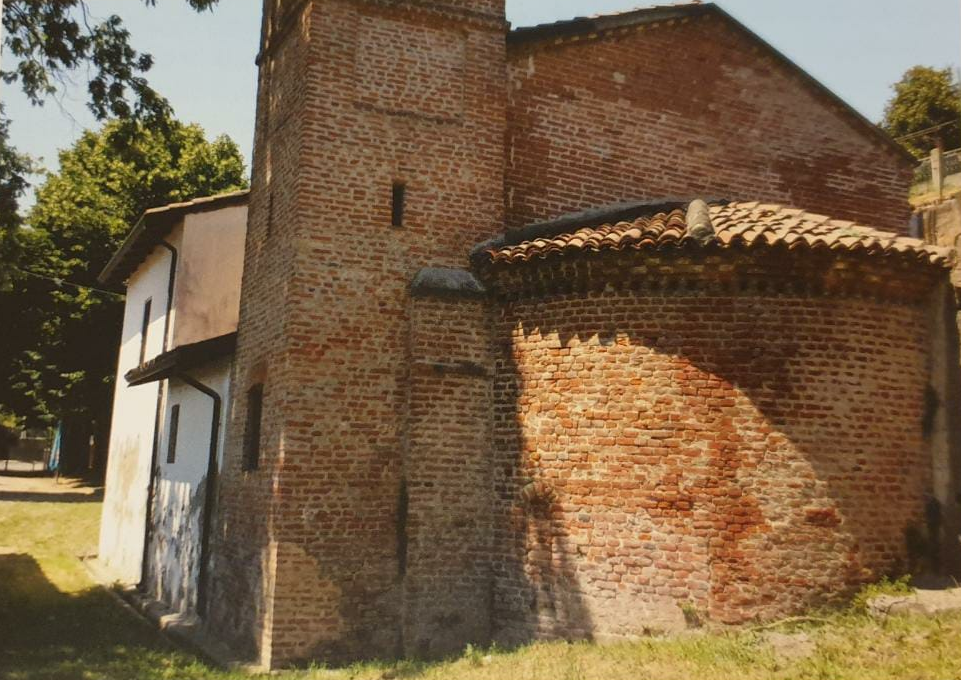
Abside di Santa Maria della Fonte, particolare
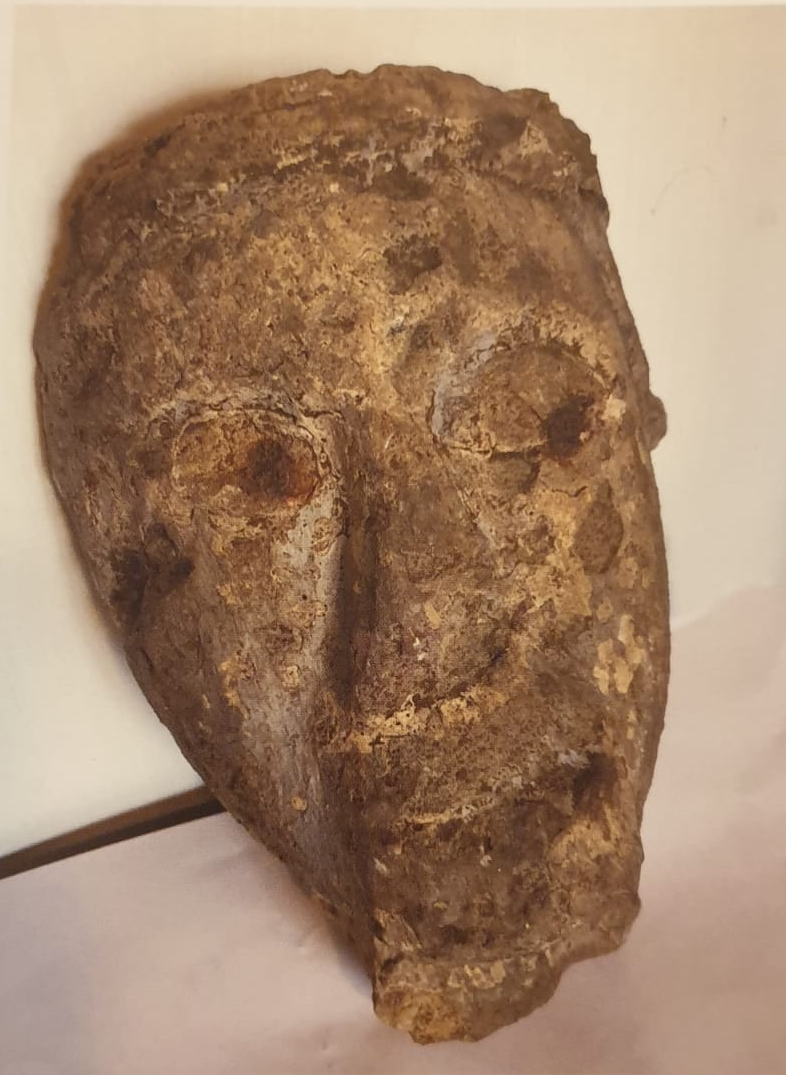
Scultura in pietra effigiante un viso maschile in Santa Maria della Fonte, XII secolo

## Società

### Evoluzione demografica
Abitanti censiti

### Tradizioni e folclore
Una delle più antiche tradizioni del paese nacque durante la peste del 1630: l'epidemia, descritta ampiamente ne I promessi sposi, arrivò nel ducato di Milano per colpa dei mercenari impegnati nella guerra di successione del Monferrato, e raggiunse anche Felizzano. Gli abitanti del forte si affidarono al loro patrono, Santo Stefano, offrendogli simbolicamente dieci Filippi d'argento. Da allora, il 26 dicembre di ogni anno si rievoca la donazione: durante la messa, un bambino stacca da un grande cero le dieci monete per porgerle al Santo di fronte alla presenza del consiglio comunale e di tutte le istituzioni del paese. Dopo la cerimonia avviene la tradizionale premiazione dei più meritevoli studenti felizzanesi e il discorso annuale del sindaco.

## Cultura

### Istruzione
Felizzano è dotato di scuola primaria e secondaria di primo livello. Quest'ultima è frequentata anche da alunni provenienti da comuni limitrofi.

### Eventi
Il principale evento è la cosiddetta Sagra dell'agnolotto, che si svolge durante la prima settimana di agosto. Durante l'ultima settimana di luglio, inoltre, si svolge la Festa della Leva, che consiste in tre giorni di festeggiamenti rivolti ai ragazzi che durante l'anno entrano nell'età adulta.

## Infrastrutture e trasporti

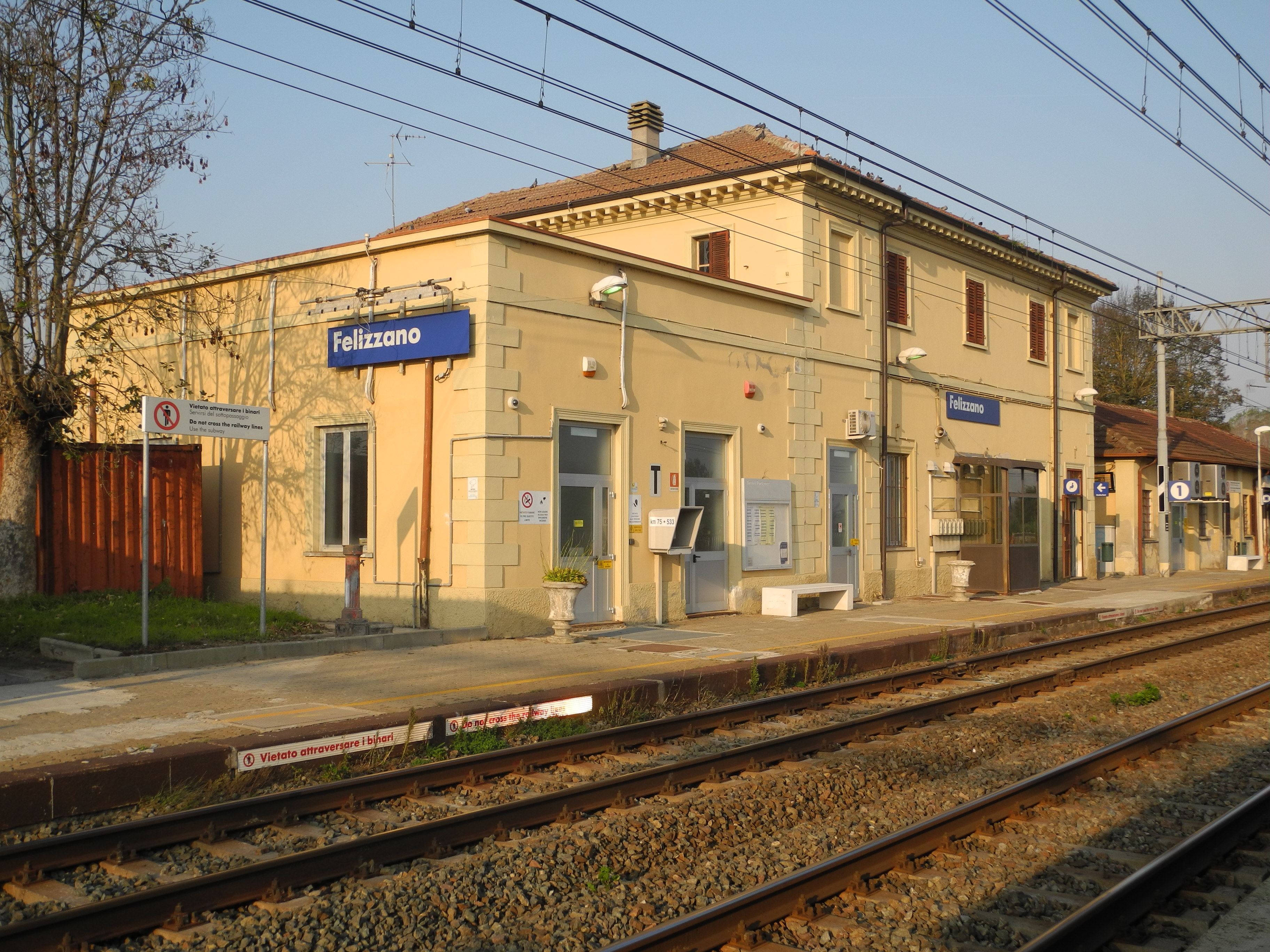
Stazione di Felizzano

### Strade
Felizzano è attraversato dalla SR 10. Inoltre, insieme a Quattordio, è servito dall'Autostrada A21 con apposito casello.

### Ferrovie
Felizzano è dotato di una stazione ferroviaria sulla linea ferroviaria Torino-Genova.

## Amministrazione
Di seguito è presentata una tabella relativa alle amministrazioni che si sono succedute in questo comune.
| Periodo        | Periodo        | Primo cittadino          | Partito                           | Carica  | Note   |
| -------------- | -------------- | ------------------------ | --------------------------------- | ------- | ------ |
| 25 giugno 1985 | 7 giugno 1990  | Franco Davolio           | Partito Comunista Italiano        | Sindaco | [ 12 ] |
| 7 giugno 1990  | 24 aprile 1995 | Luigi Cornelio           | Partito Socialista Italiano       | Sindaco | [ 12 ] |
| 24 aprile 1995 | 14 giugno 1999 | Gian Domenico Serralunga | sinistra                          | Sindaco | [ 12 ] |
| 14 giugno 1999 | 14 giugno 2004 | Gian Domenico Serralunga | lista civica                      | Sindaco | [ 12 ] |
| 14 giugno 2004 | 8 giugno 2009  | Gino Polastri            | lista civica                      | Sindaco | [ 12 ] |
| 8 giugno 2009  | 27 maggio 2014 | Stefania Piantato        | lista civica: Felizzano per tutti | Sindaco | [ 12 ] |
| 27 maggio 2014 | 26 maggio 2019 | Luca Cerri               | lista civica: I love Flissan      | Sindaco | [ 12 ] |
| 26 maggio 2019 | 9 giugno 2024  | Luca Cerri               | lista civica: I love Flissan      | Sindaco | [ 12 ] |
| 9 giugno 2024  | in carica      | Luca Cerri               | lista civica: I love Flissan      | Sindaco | [ 12 ] |